# Verein KlimaSeniorinnen g. Schweiz

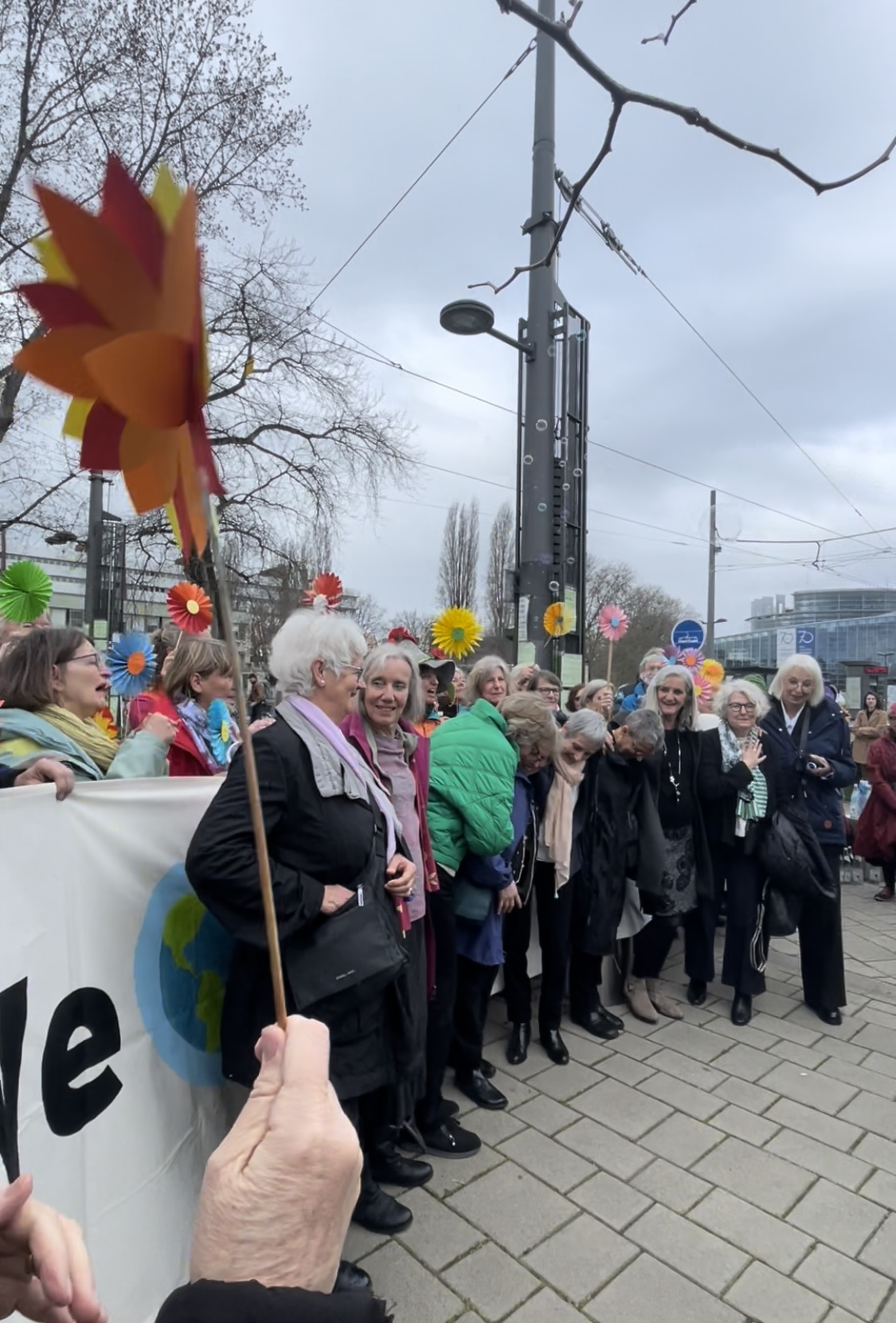
KlimaSeniorinnen vor dem Europäischen Gerichtshof für Menschenrechte (2023)

Verein KlimaSeniorinnen und andere gegen die Schweiz war ein Verfahren vor dem Europäischen Gerichtshof für Menschenrechte (EGMR). Der Verein KlimaSeniorinnen ist ein Schweizer Verein, in dem sich Seniorinnen zusammengeschlossen haben mit dem Ziel, die schweizerische Klimapolitik gerichtlich prüfen zu lassen. Auf ihre Klage urteilte der Europäische Gerichtshof für Menschenrechte am 9. April 2024 in einer Grundsatzentscheidung, dass die Schweiz aufgrund von Versäumnissen ihrer Klimapolitik die Europäische Menschenrechtskonvention verletzt habe.

## Verein

### Organisation

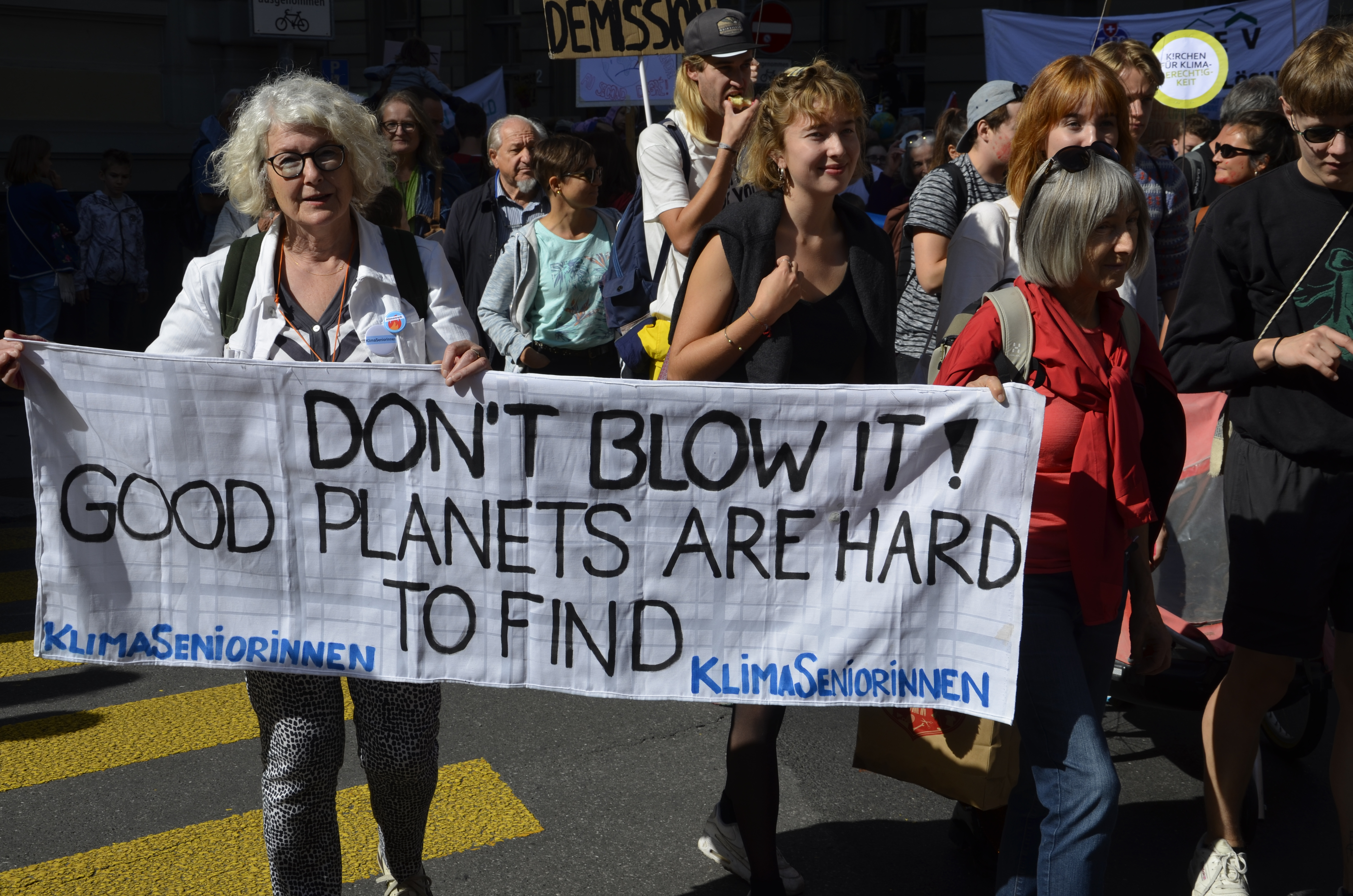
KlimaSeniorinnen an einer Kundgebung zum Klima in Bern, 28. August 2019

Der Verein KlimaSeniorinnen Schweiz wurde am 23. August 2016 gegründet. Initiiert wurde die Vereinsgründung vom Schweizer Ableger von Greenpeace. Der Umweltwissenschaftler und Klimaspezialist Georg Klingler hatte eine erfolgreiche Bürgerinnenaktion der Stiftung Urgenda aus den Niederlanden zum Vorbild genommen. Klingler ist Kampagnenleiter von Greenpeace und Vereinssekretär der KlimaSeniorinnen Schweiz. Sie werden durch ein Rechtsteam unterstützt, welches durch Cordelia Bähr, Martin Looser und Raphaël Mahaim vertreten wird und seit November 2022 durch die britischen Anwälte Jessica Simor und Marc Willers Unterstützung erhält.
Den Vorstand bilden Rosmarie Wydler-Wälti (Co-Präsidentin), Anne Mahrer (Co-Präsidentin), Pia Hollenstein, Rita Schirmer-Braun, Oda U. Müller, Jutta Steiner, Elisabeth Stern, Norma Bargetzi-Horisberger und Stefanie Brander. Weitere Mitglieder sind oder waren unter anderen die Schweizer Historikerinnen Elisabeth Joris und Heidi Witzig sowie die Politikerin und ehemalige Bundesratskandidatin Christiane Brunner.

### Forderung
Das satzungsgemässe Ziel des Vereins ist die «Förderung und Realisierung eines wirksamen Klimaschutzes im Interesse seiner Mitglieder», das ausdrücklich auch durch «Ergreifen von juristischen Mitteln» erreicht werden solle. Der Verein forderte eine unabhängige gerichtliche Überprüfung der Klimapolitik. Die Schweiz müsse ihre Schutzpflichten wahrnehmen und ein Klimaziel anstreben, das der Anforderung genüge, eine gefährliche Störung des Klimasystems zu verhindern. Dabei wurde hervorgehoben, dass ältere Menschen stärker als andere von Klimawandelfolgen betroffen seien, hierunter besonders Frauen, da sie die Mehrheit der alleinstehenden älteren Menschen stellten.

## Sachverhalt und Prozessgeschichte
Der Verein KlimaSeniorinnen Schweiz und vier Einzelpersonen gelangten am 25. November 2016 an den Bundesrat, das Departement für Umwelt, Verkehr, Energie und Kommunikation (UVEK), das Bundesamt für Umwelt (BAFU) und das Bundesamt für Energie (BFE). Die Beschwerdeführerinnen rügten, dass die angeschriebenen Behörden nicht genug für den Klimaschutz täten. Sie machten geltend, dass durch deren Untätigkeit die Grundrechte von Seniorinnen verletzt würden, weil der Staat seiner Schutzpflicht nicht Rechnung trage. Sie ersuchten die Behörden, eine Verfügung über Realakte (Art. 25a VwVG) zu erlassen. Die angeschriebenen Behörden hätten in ihren jeweiligen Verantwortungsbereichen alle Handlungen zu veranlassen, die erforderlich seien, damit die Schweiz ihren Beitrag für das Pariser Klimaabkommen leiste, die Erderwärmung auf deutlich unter 2 Grad Celsius zu begrenzen.
Am 25. April 2017 trat das UVEK für sämtliche angeschriebenen Behörden auf das Gesuch nicht ein. Der Entscheid wurde in Form einer Verfügung erlassen. Danach gelangten die KlimaSeniorinnen mit ihrer Beschwerde am 26. Mai 2017 an das Bundesverwaltungsgericht. Die Beschwerde wurde am 7. Dezember 2018 abgewiesen. Das Bundesverwaltungsgericht befand, die KlimaSeniorinnen seien von der Klimaerwärmung beziehungsweise von den ihrer Auffassung nach ungenügenden Klimaschutzmassnahmen der Schweiz nicht mehr betroffen als andere Menschen.
Am 21. Januar 2019 übergab eine Delegation der KlimaSeniorinnen Schweiz ihre Beschwerde dem Bundesgericht in Lausanne. Dieses wies am 5. Mai 2020 die Beschwerde ab mit der Begründung, die Beschwerdeführerinnen seien in ihren Grundrechten auf Leben und auf Achtung des Privat- und Familienlebens nicht in einem Ausmass berührt, dass sie eine Verfügung über Realakte gemäss Verwaltungsverfahrensgesetz verlangen könnten.
Die Beschwerdeführerinnen – der Verein KlimaSeniorinnen und vier Frauen – erhoben deswegen Individualbeschwerde wegen Verletzung der Art. 2, 6, 8 und 13 EMRK beim Europäischen Gerichtshof für Menschenrechte (EGMR). Wegen der grossen Tragweite des Sachverhalts wurde das Verfahren direkt an die Grosse Kammer überwiesen.

## Erwägungen des Gerichtshofs

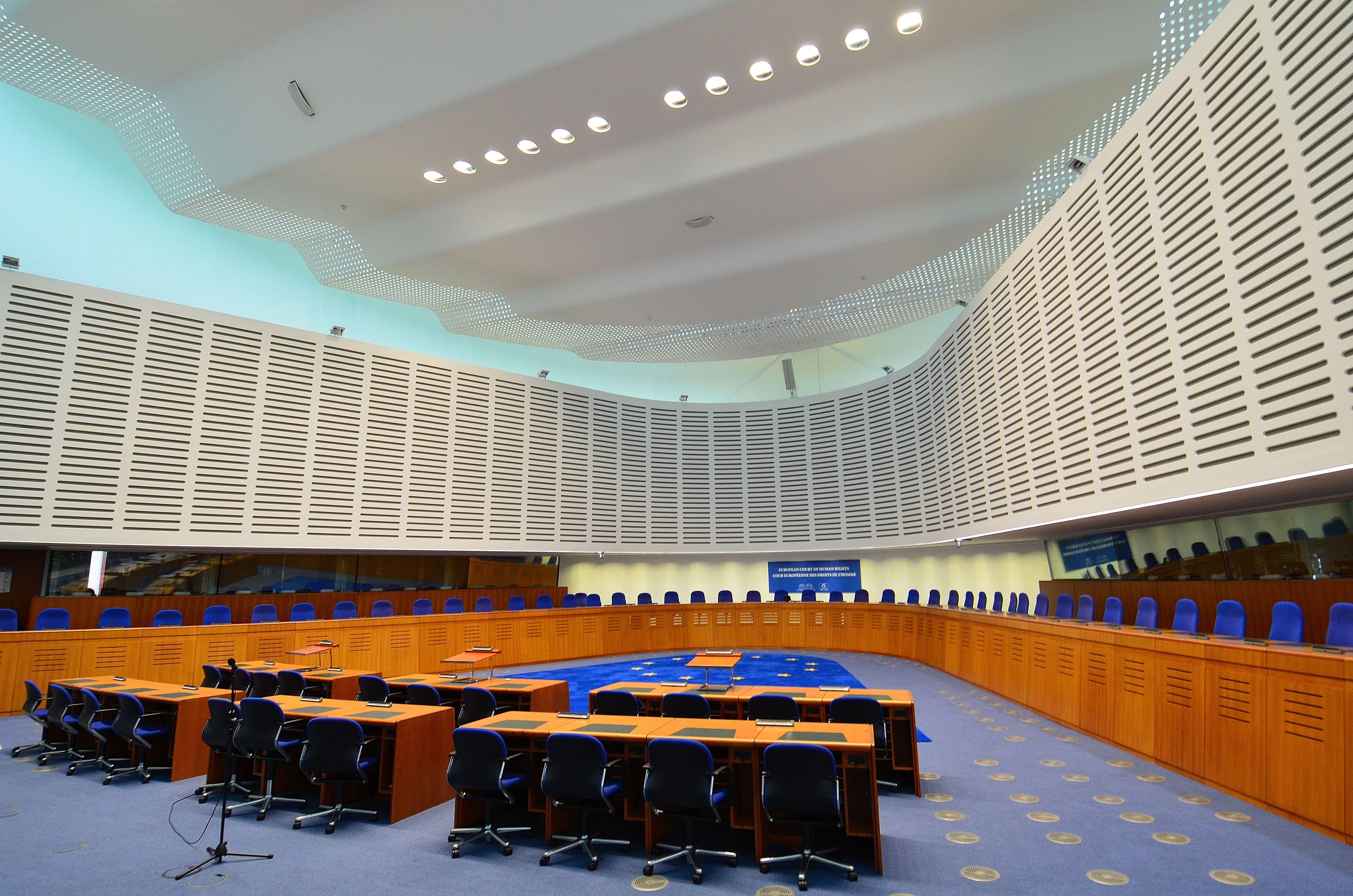
Der Europäische Gerichtshof für Menschenrechte entschied, dass die Schweiz den rechtlichen Rahmen zur Begrenzung der schwerwiegenden negativen Auswirkungen der Klimakrise besser umsetzen muss.

Im Urteil vom 9. April 2024 hielt der EGMR fest, dass die Schweiz das Recht auf Achtung des Privat- und Familienlebens (Art. 8 EMRK) sowie das Recht auf ein faires Verfahren gemäss der Europäischen Menschenrechtskonvention (Art. 6) verletzt habe. Ausser dem britischen Richter Tim Eicke, der eine partly dissenting opinion verfasste, stand die Grosse Kammer einhellig hinter dem Urteil, auch der Schweizer Richter Andreas Zünd.
Der EGMR trat auf die Beschwerde des Vereins «KlimaSeniorinnen» ein, wies die Individualbeschwerden der vier Einzelpersonen jedoch ab. Sie seien vom Klimawandel nicht genug stark betroffen, um aus den Grundrechten Ansprüche geltend machen zu können. Zwar habe der Klimawandel bereits zu einer Zunahme der Mortalität insbesondere bei Betagten geführt (§ 478). Aber die Zahl der Betroffenen sei unbestimmt: Die Konsequenzen der Handlungen oder Unterlassungen beschränkten sich nicht auf bestimmte Individuen oder Gruppen, sondern berührten die breite Bevölkerung (§ 479). Demgegenüber bejahte der EGMR die Opfereigenschaft des Vereins KlimaSeniorinnen (§§ 473 ff.).
Der EGMR beurteilte nur die Rüge der Beschwerdeführer, dass die Schweiz Art. 8 und Art. 6 EMRK verletze; zu Art. 2 äusserte sich er nicht. Art. 8 EMRK verbrieft das Recht auf Privatspähre und Familienleben. Daraus folgt in erster Linie ein Recht der Bürger, dass der Staat das Privat- und Familienleben nicht einschränkt. Jedes Grundrecht enthält nicht nur diese Abwehrdimension – dem staatlichen Handeln werden Grenzen gesetzt –, sondern ebenfalls eine staatliche Pflicht, die Bürger vor Gefahren zu schützen, die die Grundrechte verletzen. Der Verein machte nun geltend, der Staat habe diese Schutzpflicht verletzt. Der Gerichtshof teilte diese Auffassung. Art. 8 EMRK verlange von den Mitgliedstaaten, alle erforderlichen Massnahmen zu treffen, um die Treibhausgasemissionen zu senken. Die von der Schweiz verabschiedeten Gesetze reichten dafür nicht aus (§ 546). Zudem habe die Schweiz ihre bisherigen Ziele zur Senkung der Treibhausgasemissionen nicht erreicht. Damit überschreite sie die Grenzen ihres Ermessensspielraums und verstosse gegen ihre Schutzpflicht in diesem Bereich (§§ 573 f.).
Der Gerichtshof stellte eine Verletzung von Art. 6 EMRK fest, der u. a. einen Zugang zu einem Gericht verbrieft. Wieder bezog sich diese Verletzung nicht auf die einzelnen Beschwerdeführerinnen, sondern auf den Verein (§§ 624 f.).
Der Gerichtshof wich somit in einem zentralen Punkt von den nationalen Gerichten ab. Sie hatten die Auffassung vertreten, dass eine Schutzpflicht zwar bestehe. Diese stelle jedoch eine objektive Verpflichtung für den Staat dar, die nicht gerichtlich durchsetzbar sei. Eine weitere Abweichung des Gerichtshofs stellt die Bejahung der Opfereigenschaft des Vereins dar, wenngleich er sie den Mitgliedern des Vereins (den vier Beschwerdeführerinnen) absprach. Damit habe der EGMR «ex nihilo eine Art «opferlose» Klima-Verbandsbeschwerde» kreiert.

## Reaktionen

### Schweiz
Das von Bundesrat Albert Rösti geführte Eidgenössische Departement für Umwelt, Verkehr, Energie und Kommunikation teilte mit, dass das Bundesamt für Justiz das Urteil prüfen werde. Rösti verwies zudem auf die Massnahmen der letzten Jahre, darunter auf das 2023 von der Bevölkerung angenommene Klima- und Innovationsgesetz, das den Ausstieg aus den fossilen Energien bis 2050 vorsieht. Bundesrat Rösti sieht persönlich keinen weiteren Handlungsbedarf in der Klimapolitik.
Das Urteil wurde von schweizerischen und internationalen Medien breit aufgegriffen. Die Neue Zürcher Zeitung bezeichnete den Entscheid als «absurdes Urteil» und verlangte eine Debatte über den Sinn und Zweck der Europäischen Menschenrechtskonvention. Der Blick nannte das Urteil zwar eine «Sensation», kritisierte es aber auch als «befremdlich und möglicherweise gar kontraproduktiv». Der Tages-Anzeiger befürchtete, dass die Demokratie unter Druck gerate, «wenn Gerichte anfangen, den Gang der Klimapolitik zu bestimmen». Die Republik wertete den Entscheid als «dickes und deutliches Urteil», welches weltweit als Präzedenzfall Signalwirkung habe. Watson sah das Urteil als «Chance für eine fundierte Debatte» über Souveränität und Völkerrecht.
In der schweizerischen Politik orientierten sich die Reaktionen entlang des politischen Spektrums. Links-grüne Parteien wie die Sozialdemokratische Partei und die Grünen lobten den Gerichtsentscheid als «historisch»; SPS-Co-Präsidentin Mattea Meyer bezeichnete das Urteil als «Ohrfeige für den Bundesrat». Der Präsident der Grünliberalen Partei Jürg Grossen nannte das Urteil «nicht überraschend», weil es bekannt sei, dass die Politik zu wenig für das Klima tue. Bei der liberalen FDP und der rechtskonservativen SVP herrschten kritische bis abfällige Reaktionen vor. So bezeichnete Nationalrat Christian Wasserfallen (FDP) das Urteil als «völlig unverständlich». Die SVP wiederholte ihre Kritik gegen internationale Verträge und forderte den Austritt der Schweiz aus der Menschenrechtskonvention.
Der ehemalige Bundesgerichtspräsident Ulrich Meyer hielt in der NZZ fest, die Grenzziehung zwischen Politik und Justiz sei «das fundamentale Thema, seit es den demokratischen Rechtsstaat westlicher Prägung gibt». Mit seinem Urteil habe der EGMR diese Grenze überschritten. Richter sollten nur entscheiden, wenn sie mit ihrem Urteil etwas anordnen und gestalten könnten: «Mit der aktuellen Sentenz aus Strassburg wird nicht ein Jota am Klimaschutz verbessert.» Im August 2024 kritisierte Bundesrichter Thomas Stadelmann das EGMR-Urteil ebenfalls, woraufhin er von dem damaligen Bundesgerichtspräsident Yves Donzallaz für sein Verhalten getadelt wurde.
Das Schweizer Parlament verabschiedete im Juni 2024 grossmehrheitlich eine Erklärung, in der es das Urteil des EGMR kritisiert. Es stellt darin «besorgt» fest, dass das Urteil als Ergebnis der Auslegungsmethode der Konvention als «instrument vivant» die Grenzen der dynamischen Auslegung überschreite, dass der Gerichtshof dadurch die Grenzen der zulässigen Rechtsfortentwicklung durch ein internationales Gericht überstrapaziere und dass sich der Gerichtshof durch diese Art der Vertragsauslegung dem Vorwurf eines unzulässigen und unangemessenen gerichtlichen Aktivismus aussetze. Die Erklärung ruft den EGMR auf, den in der Konvention verankerten Grundsatz der Subsidiarität zu respektieren, dem Wortlaut und den historischen Entstehungsbedingungen der Konvention wieder erhöhte Beachtung zu schenken, der staatlichen Souveränität und dem völkerrechtlichen Konsensprinzip die auch heute noch gebührende Bedeutung beizumessen und die demokratischen Prozesse der Vertragsstaaten zu achten. Und sie hält fest, die Schweiz komme ihren völkerrechtlichen Verpflichtungen beim Klimaschutz nach; daher sehe sie keinen Anlass, dem Urteil weitere Folge zu geben.
Auch der Bundesrat übte Kritik am Urteil des EGMR. Der Gerichtshof habe die Grenzen der Auslegung überschritten und damit den Geltungsbereich der EMRK ausgeweitet, was ihm nicht zustehe. Darüber hinaus erfülle die Schweiz ihre klimapolitischen Anforderungen; der EGMR habe neuere Gesetzgebungsprojekte – das revidierte CO2-Gesetz vom 15. März 2024 und das Bundesgesetz über die Sicherung der Stromversorgung vom 23. September 2023 – nicht berücksichtigt. Die vom EGMR geforderte Ausweitung des Verbandsbeschwerderecht sei abzulehnen, weil es den Bau nötiger Infrastruktur erschwere. Das EJPD hat den Auftrag erhalten, dem Bundesrat bis Ende 2025 zu berichten, inwiefern sich das Urteil auf die Praxis der Bundesverwaltung und -gerichte zur Beschwerdebefugnis von Verbänden ausgewirkt hat.
Im März 2025 befasste sich das Ministerkomitee des Europarates mit der Umsetzung des Urteils. Das Komitee forderte von den Schweizer Behörden zusätzliche Informationen zu den Umsetzungsmassnahmen. Zudem solle die Schweiz aufzeigen, dass ihre Gesetzgebung den Anforderungen des Übereinkommens entspreche und auf einer Quantifizierung der nationalen Begrenzung der Treibhausgasemissionen beruhe.

### International
Der britische Guardian sprach von einer «bahnbrechenden Entscheidung». Diese werde den Druck auf Regierungen erhöhen, «die Atmosphäre nicht länger mit Gasen zu füllen, die extreme Wetterlagen heftiger machen». Der österreichische Standard erwähnte in seiner Berichterstattung eine österreichische Klimaklage, welche hängig ist. Das Urteil gegen die Schweiz habe «Bedeutung für ganz Europa».
Nach dem Urteil kommentierte Axel Bojanowski in der Welt, das Gericht habe sich auf «erschreckend einseitige Indizien» gestützt, und es bürde den jungen Generationen finanzielle Lasten auf, die kaum zu bewältigen seien. Er schloss, dass dem Verlust an Wohlstand als Folge des Urteils kein direkter Gewinn gegenüberstehe, da Klimaschutz einzelner Länder das Klima nicht messbar verändere. Mit dem Wohlstand schwinde aber der Einfluss des Landes, den Klimawandel zu bremsen.

## Kulturelle Rezeption
Reportage
Arte Re: Seniorinnen gegen Schweizer Klimapolitik auf YouTube, 20. Mai 2024, abgerufen am 20. Mai 2024 (Laufzeit: 30:11 min).
Verfilmung
Der Weg der Klimaseniorinnen wurde im Dokumentarfilm "Trop chaud" festgehalten, der ab Mai 2025 in den Kinos gezeigt wurde.